# Meczet Al-Kazimijja
Meczet Al-Kazimijja (arab. ‏حرم الكاظمية‎) – meczet z miejscem pochówku dwóch potomków Mahometa, jak i imamów szyickich, siódmego Musy al-Kazima i dziewiątego Muhammada al-Dżawada. W meczecie pochowani są także dwaj uczeni szyiccy, Asz-Szajch al-Mufid i Nasir ad-Din at-Tusi.
Od momentu obalenia dyktatury Saddama Husajna w 2003 szyiccy pielgrzymi regularnie padają ofiarą ataków ze strony fundamentalistów sunnickich. Do ataków terrorystycznych w pobliżu meczetu dochodziło m.in. podczas Aszury w marcu 2004 (ponad 125 ofiar śmiertelnych), 27 czerwca 2007, w grudniu 2008 (co najmniej 24 zabitych i 45 rannych), 24 kwietnia 2009 (ponad 65 ofiar i 125 rannych), w maju 2016 (ponad 18 zabitych i 45 rannych).